# Международный конкурс дирижёров имени Гжегожа Фительберга

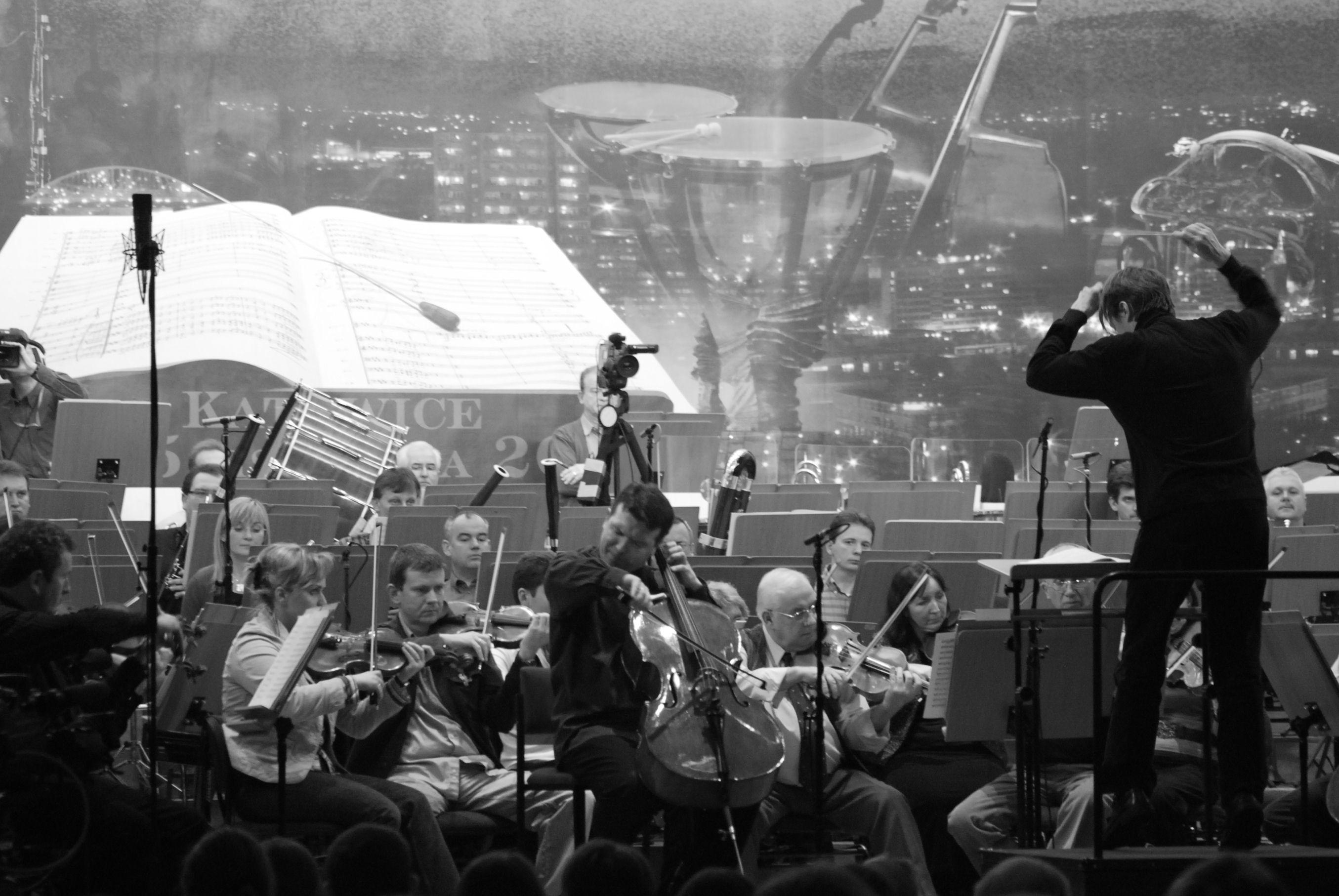
Финский дирижёр Саша Мякиля выступает на Конкурсе имени Фительберга в 2007 году

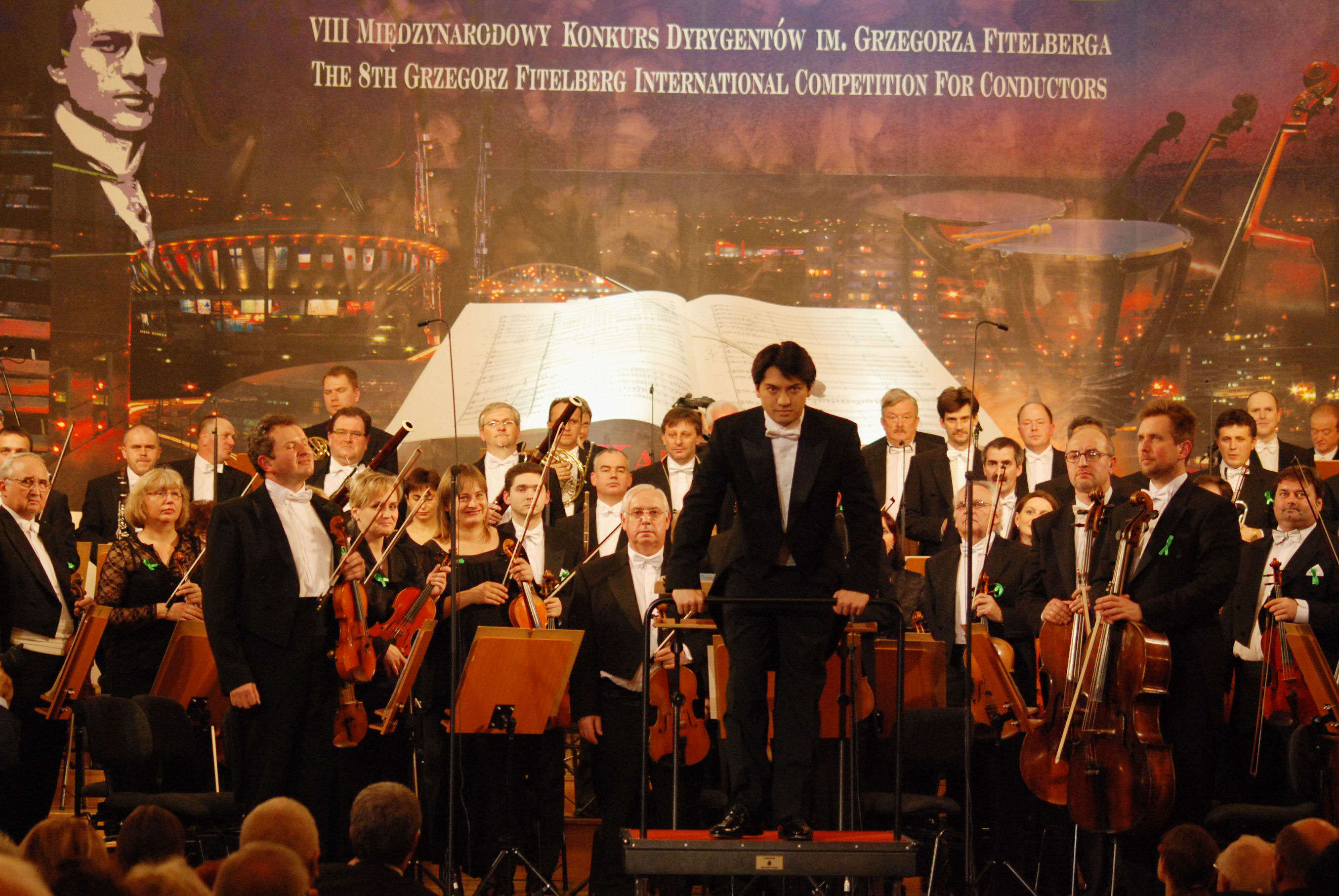
Юджин Цигане, лауреат Конкурса имени Фительберга в 2007 году

Международный конкурс дирижёров имени Гжегожа Фительберга (пол. Międzynarodowy Konkurs Dyrygencki im. Grzegorza Fitelberga) — конкурс дирижёров академической музыки, проводящийся в польском городе Катовице. Конкурс проходит в память о дирижёре Гжегоже Фительберге и впервые состоялся в 1979 г. в ознаменование его 100-летия, по инициативе ученика Фительберга Кароля Стрыи. К участию в конкурсе допускаются дирижёры не старше 35 лет.

## Лауреаты
| Год  | Первая премия                                                                         |
| ---- | ------------------------------------------------------------------------------------- |
| 1979 | Клаус Петер Флор (Германия)                                                           |
| 1983 | Тикара Имамура (Япония)                                                               |
| 1987 | Михаэль Цильм (Германия)                                                              |
| 1991 | Макото Суэхиро (Япония)                                                               |
| 1995 | Виктория Жадько (Украина)                                                             |
| 1999 | Массимилиано Кальди (Италия)                                                          |
| 2003 | Александр Маркович (Сербия) Модестас Питренас (Литва)                                 |
| 2007 | I − Юджин Цигане (США) II − Чэнь Линь (Китай) III − Шон Ньюхаус (США)                 |
| 2012 | I − Дэниел Смит (Австралия) II − Мажена Дякун (Польша) III − Азис Садикович (Австрия) |
| 2017 | I − Сюхань Ян (Тайвань) II − Бар Авни (Израиль) III − Модестас Баркаускас (Литва)     |